# Алые Розы (станция)
Алые Розы — железнодорожная станция Сахалинского региона Дальневосточной железной дороги.

## История
Станция открыта в 1928 году в составе пускового участка Южно-Сахалинск (Тоёхара) — Холмск.
Название Дальнее дано 1 февраля 1946 года по одноимённому селу, в котором расположена станция.

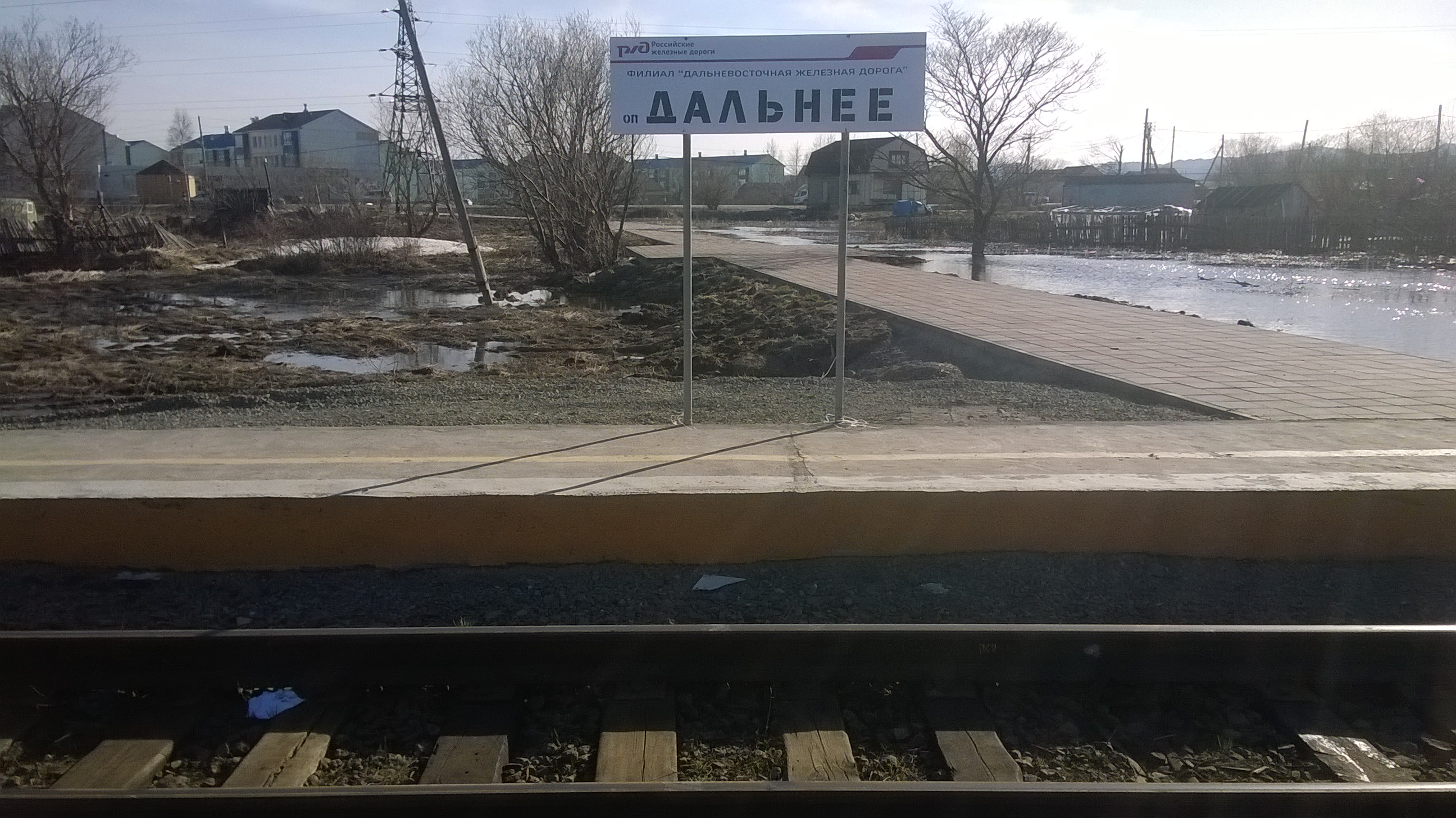
Станция в 2015 году

В 2014 году на месте старой станции открыт остановочный пункт.
С 2019 года в связи с отказом ОАО РЖД от перешивки участка Дальнее — Новодеревенская является конечным остановочным пунктом.

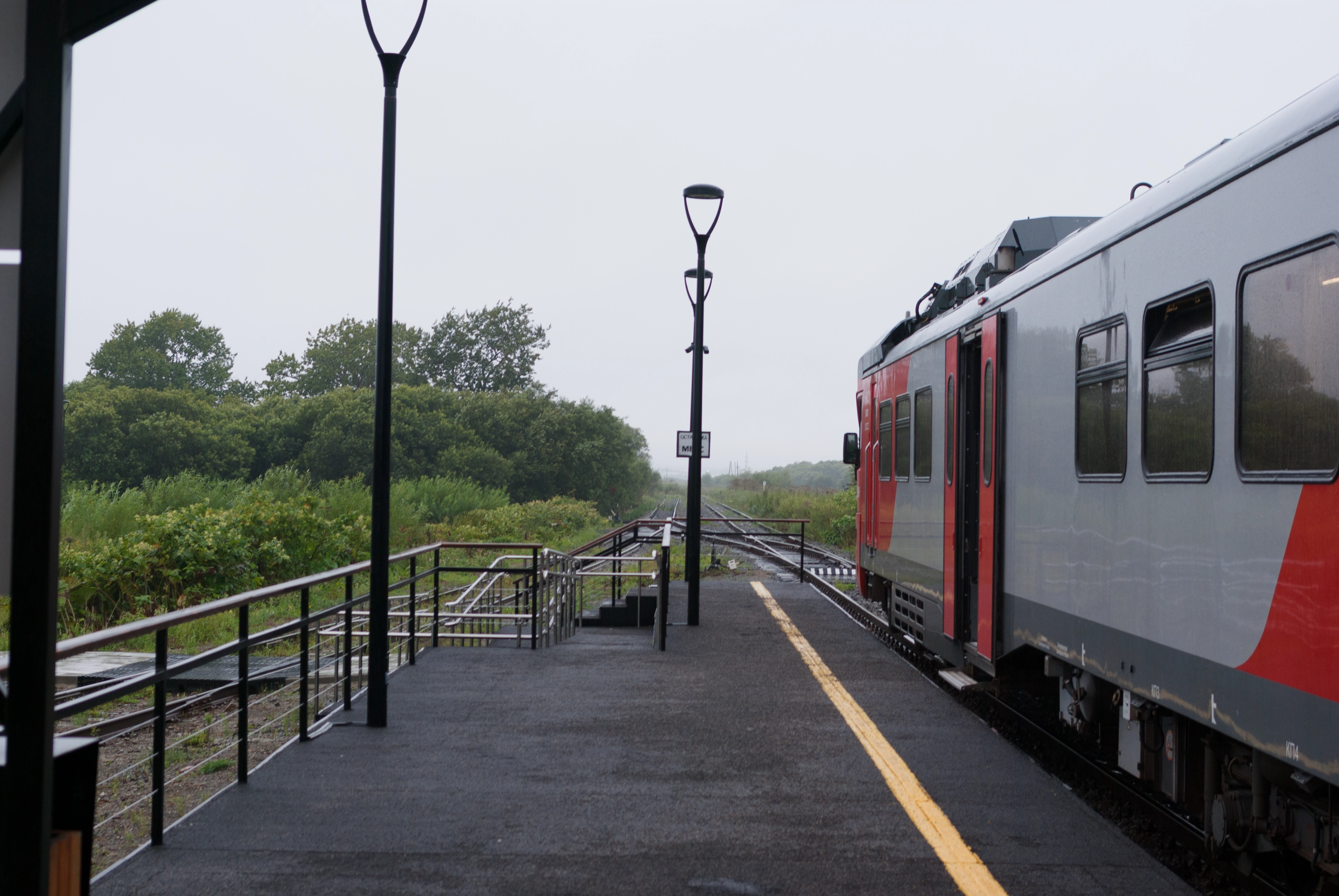
Поезд на станции Алые Розы (2024)

В 2022 году на станции перестроена платформа, устроен автобусный навес, с того времени станция называется Алые Розы.

## Деятельность
По состоянию на май 2020 года станцию обслуживает 2 пары пригородных дизельных поездов Южно-Сахалинск — Дальнее.

## Изображения

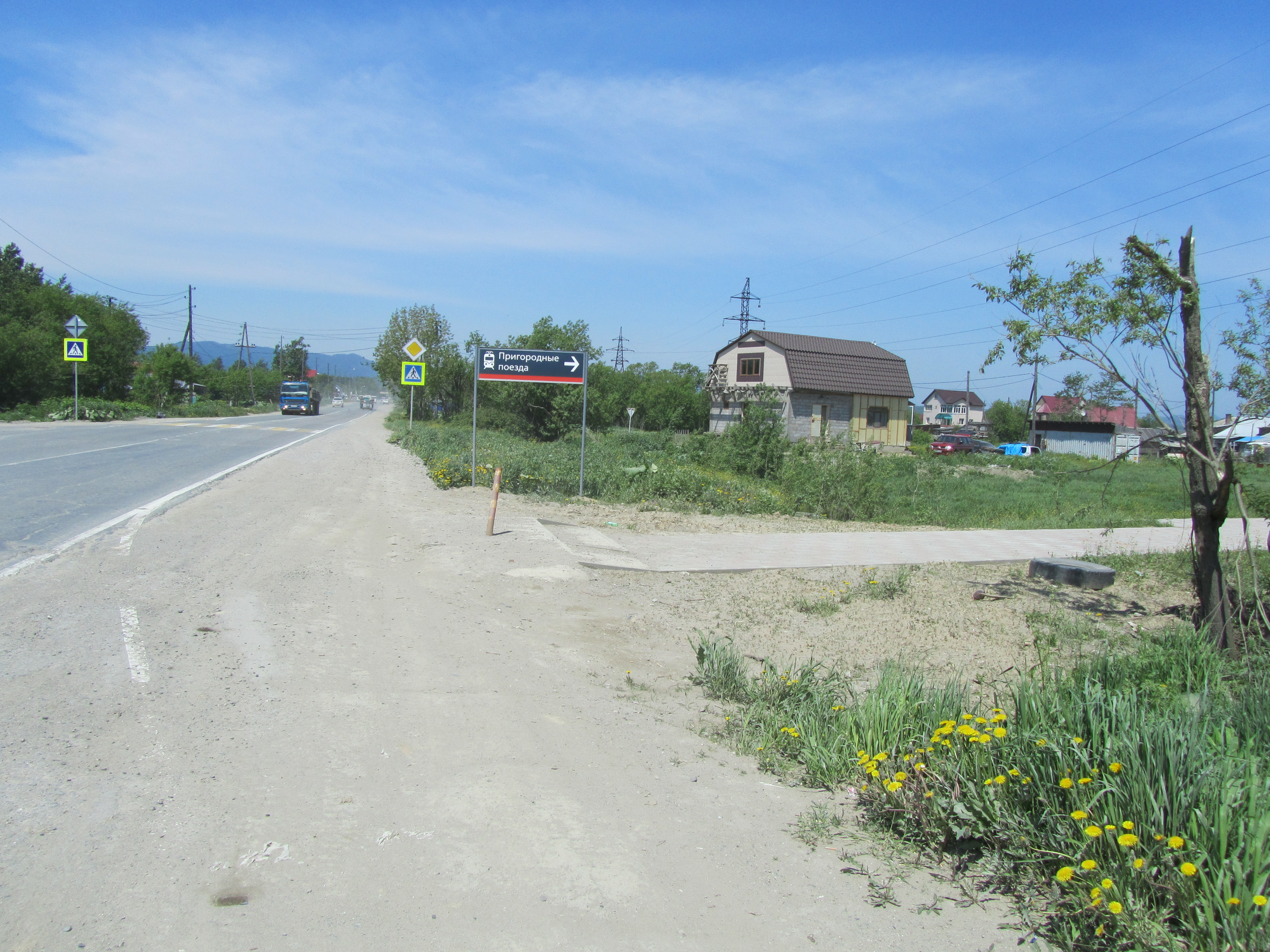
Указатель направления к станции, установленный в посёлке
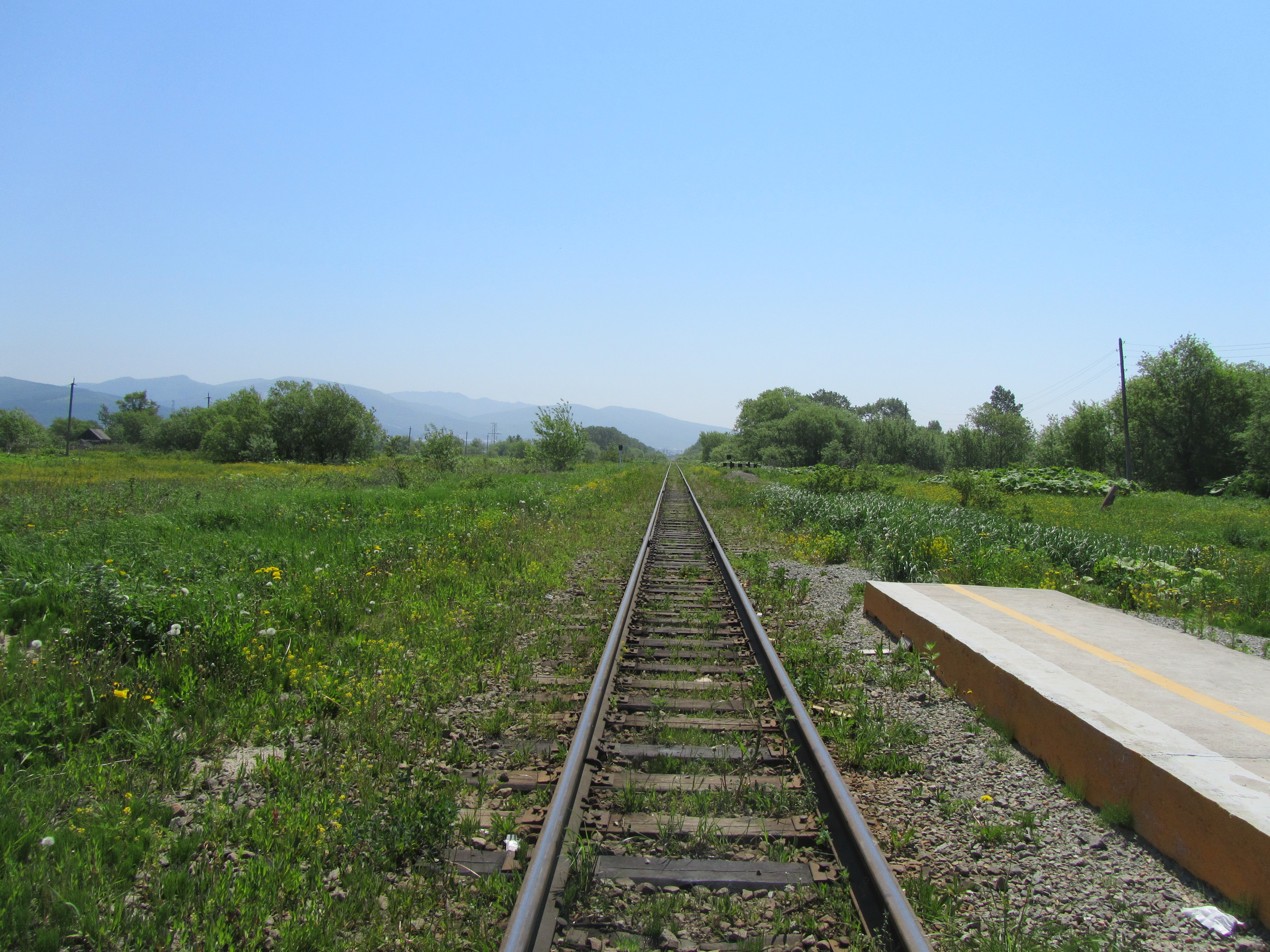
В сторону Южно-Сахалинска
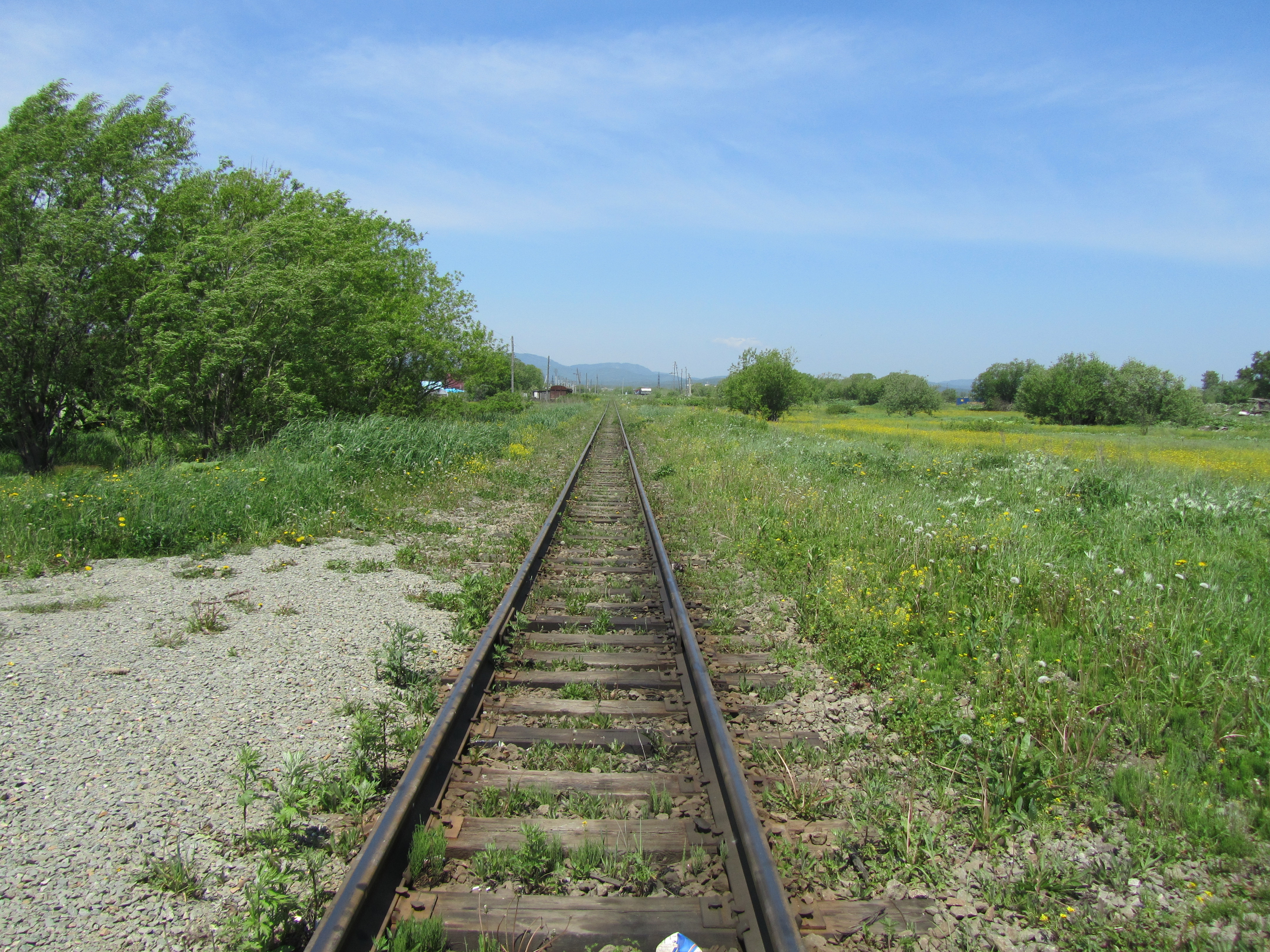
В сторону Новодеревенской